# Подгорье (Ломоносовское сельское поселение)
Подгорье — деревня в Холмогорском районе Архангельской области.

## География
Находится в центральной части Архангельской области на расстоянии приблизительно 4 км на восток-северо-восток по прямой от районного центра села Холмогоры в юго-западной части острова Куростров в пойме реки Северная Двина. Ближайшая деревня — Кочерино.

## История
В 1905 году здесь (деревня Холмогорского уезда) было учтено 9 дворов. До 2022 года входила в Холмогорское сельское поселение до его упразднения.

## Население
Численность населения: 49 человек (1905), 11 (русские 100 %) в 2002 году, 15 в 2010.